# Diamant

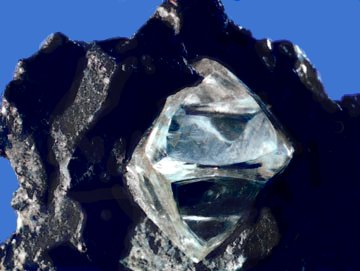
Oslipad diamant

Diamant (grekiska αδάμας adamas, oövervinnerlig) är en allotrop av grundämnet kol. Till skillnad från grafit och fulleren (som också består av kol) är den mycket hård. Diamant är en ädelsten och tack vare sin hårdhet använd i industrin som skär- och slipmedel. Oslipade diamanter kallas rådiamanter. Inom industrin används syntetiska diamanter i stället för naturliga.

## Fysiska egenskaper

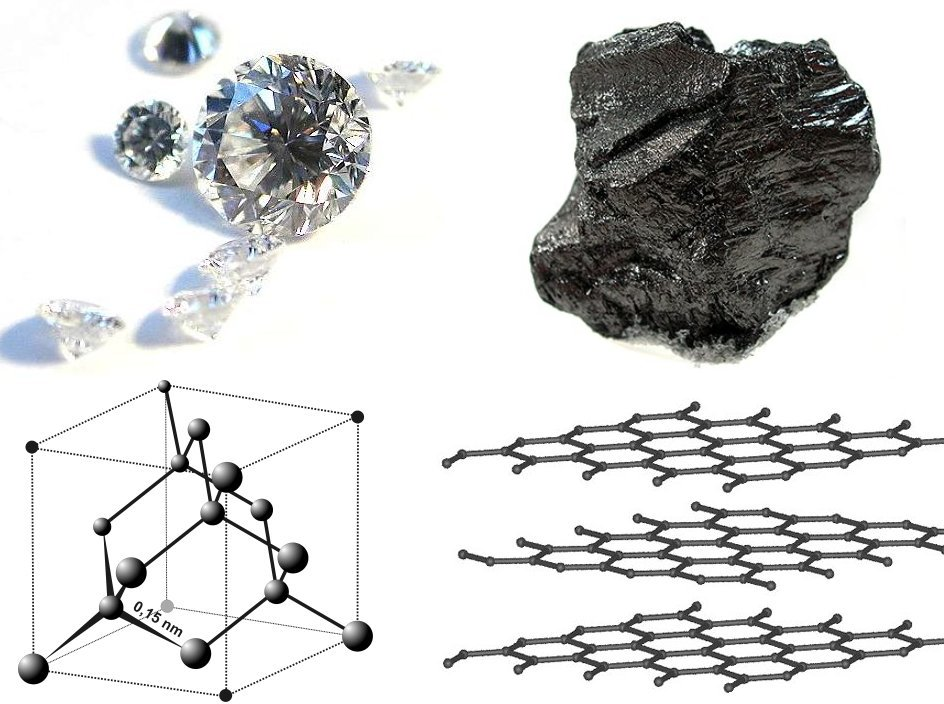
Kristallstruktur för diamant jämfört med grafit

Ett ämnes hårdhet mäts ofta i Mohs hårdhetsskala, som är baserad på tio naturligt förekommande mineraler. Här definieras mineralet talk till att ha värdet 1 och diamant som det hårdaste med värdet 10.
Diamant är den hårdaste mineralen som förekommer i naturen, i dag kan man industriellt tillverka några få material som är hårdare. Ett sådant ämne är kol-60-molekyler, som under extrema tryck- och temperaturförhållanden kan bilda ämnet ACNR (Aggreted Carbon NanoRods), som är 11 % svårare att pressa ihop än diamant. Det finns emellertid andra material som också är hårdare än diamant men inte baserade på kol. Ett exempel är rheniumdiborid. Den stabila formen av kol vid de tryck som råder på jordens yta är grafit. Diamant, som bildas i jordens övre mantel och snabbt transporterats med vulkaniska magmor till jordens yta, bibehåller dock sin kristallstruktur genom att den låga temperaturen vid jordytan förhindrar att atomstrukturen övergår till grafit. Sålunda är diamant vad man kallar metastabil. Till skillnad från andra ädelstenar är den dock inte eldfast, och vid 700 °C börjar den angripas av syret i luften och omvandlas till koldioxid. Därför kan diamanter försvinna spårlöst efter bränder.
Diamant är god värmeledare och elektriskt isolerande. Ett undantag är den blå varianten, som är halvledare. Diamant har ett mycket högt brytningsindex, vilket ger det speciella glittrande utseendet. 
Densiteten är 3,15-3,53 g/cm³ med ett värde på 3,52 g/cm³ för extremt rena diamanter.
Brottsegheten har beräknats till 3,4 MNm-3/2  vilket är högt för ädelstenar men lågt för konstruktionsmaterial. På grund av kristallstrukturen är diamanterna sprödare i vissa riktningar och segare i andra. Detta har stor betydelse när man ska avgöra hur man ska klyva en stor rådiamant för vidare bearbetning.
Kristallstrukturen är så stark att bara kväve-, bor- och väteatomer är små nog att ta sig in i strukturen och orsaka färgskiftningar. Kväve är den vanligaste föroreningen och ger upphov till en gul, brun eller rosa nyans. Bor orsakar gråblå nyanser och väte röda, olivfärgade, blåa och violetta färgnyanser. Gammastrålning kan ge gröna nyanser, och plastisk deformation ger rosa och röda nyanser.  
En skillnad mellan en kol- och en kväveatom är att medan en kolatom kan binda fyra andra atomer, så kan kväveatomen bara binda tre andra atomer.  Därför blir det en bindning över när en kolatom ersätts av en kväveatom i diamantstrukturen och det uppstår en defekt i kristallstrukturen.  NV-defekten, då det bredvid kväveatomen i kristallstrukturen finns en tom plats, en vakans, har kvantmekaniska egenskaper som är användbara för att skapa kvantbitar och för kvantmekaniska mätmetoder, till exempel att med hög rumslig upplösning mäta magnetiska strukturer i ett material.  En liknande effekt kan man få genom att implantera positiva kiseljoner, vilka har en elektron för lite för att skapa fyra kovalenta bindningar, i diamant.  Sipahigil et al. har visat att sådana centra kan producera sammanflätade fotoner som skulle kunna användas i kvantkommunikation.

## Bildande

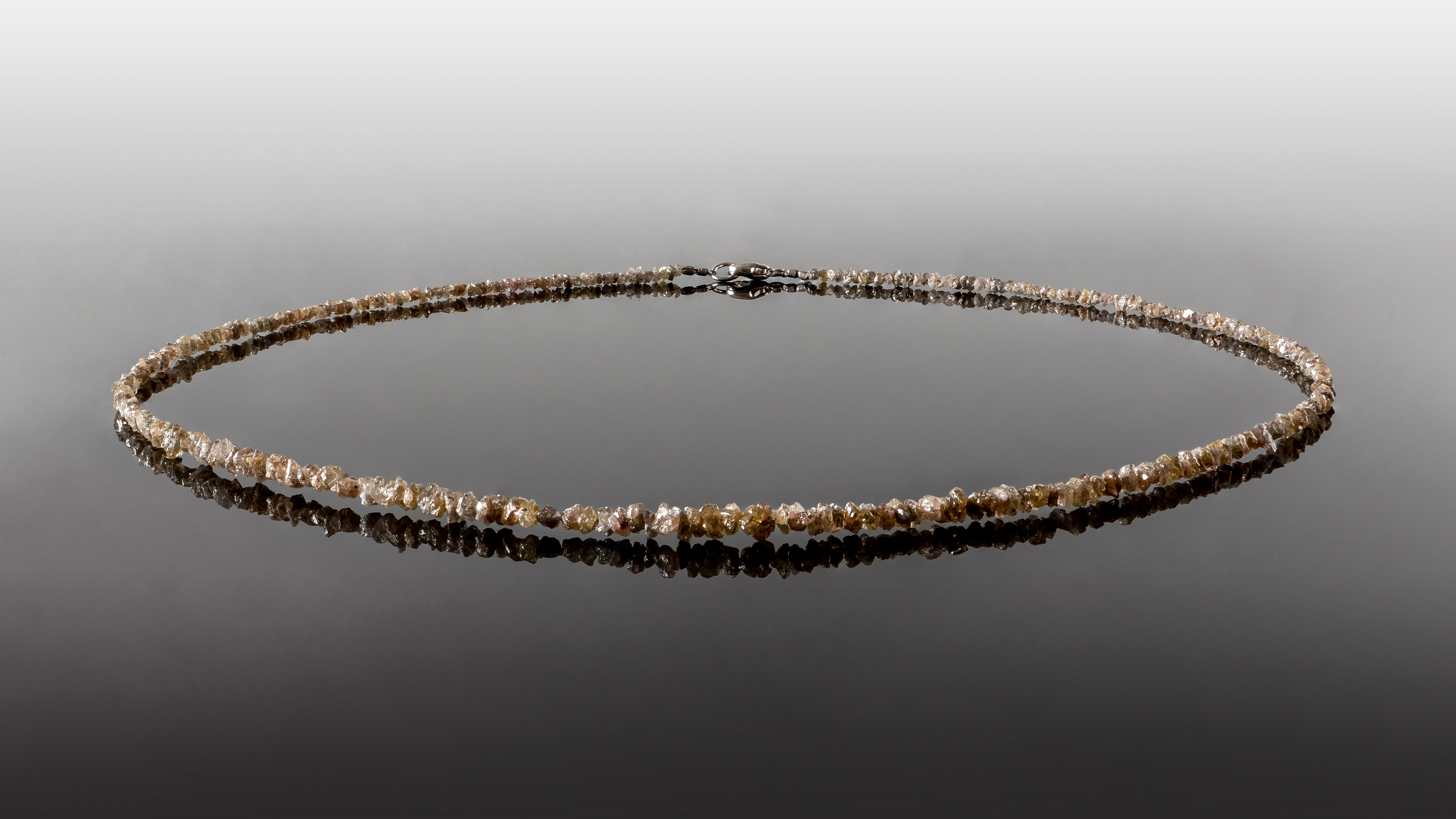
Halsband gjort av rådiamanter av låg kvalitet

Diamanter bildas under högt tryck och hög temperatur i jordens övre mantel på 150–200 kilometers djup. Det finns huvudsakligen två typer av diamanter som bildas genom metasomatiska processer i bergarterna peridotit och eklogit. Peridotitiska diamanter bildades för cirka 3,5 miljarder år sedan och eklogitiska har bildats i olika generationer som är mellan 900 miljoner och 2,9 miljarder år gamla. Diamanterna förvaras i jordens övre mantel i upp till flera miljarder år innan de transporteras till jordens yta med vulkaniska magmor, vanligtvis kimberlit-magma. En "perfekt" diamant som bildats långsamt består av rent kol, är färglös, har oktaedrisk form och är mycket hård. Det som har hänt är att kolatomen har bundit sig till fyra andra kolatomer i form av en tetraeder runt sig. Kolatomerna hålls ihop med hjälp av mycket starka bindningar. Diamantens andra grundform är kubisk och bildas snabbare än oktaedriska diamanter. Sålunda är kubiska diamanter ofta mer oregelbundna och har mer mineral- och vätskeinkluderingar vilket drar ner dess värde. Atomära föroreningar av olika slag ger diamanter med olika färger, så kallade "fancies". 
Diamanter kan även skapas naturligt vid meteoritnedslag. Det plötsliga tryck och den snabba temperaturhöjningen som uppstår vid ett nedslag kan vara tillräckligt för att skapa mikrodiamanter och kan användas som en indikator på att ett nedslag har ägt rum.

### Konstgjorda diamanter

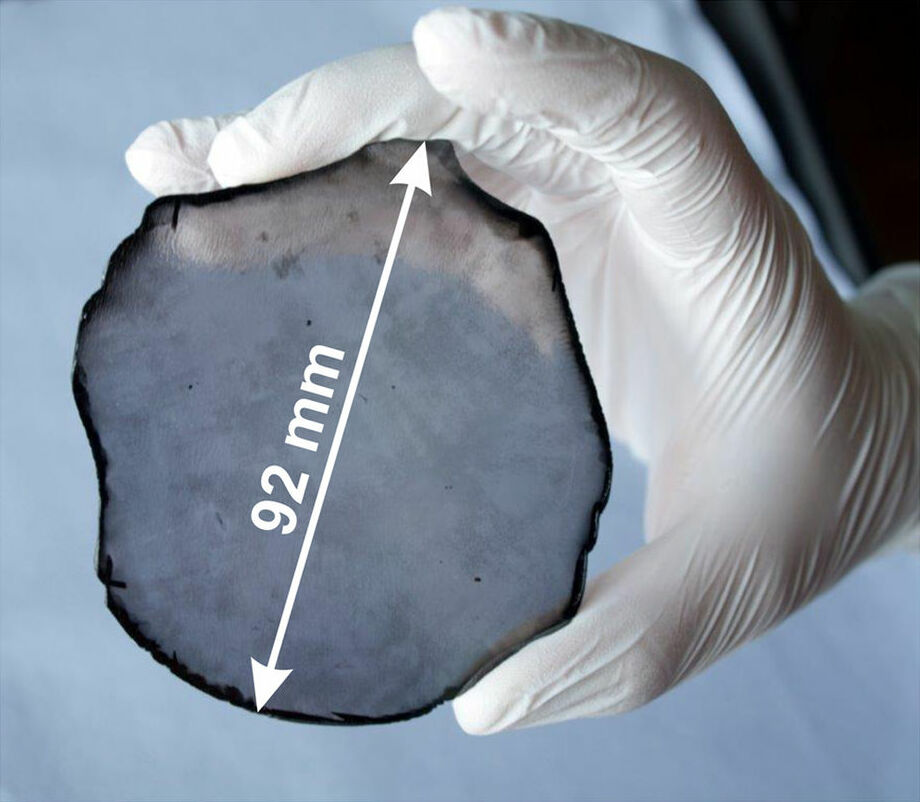
En platta av en enda kristall av konstgjord diamant tillverkad 2017. Plattan är 1,6 mm tjock och väger 155 carat.

Metoden att tillverka konstgjorda diamanter uppfanns i februari 1953 för ASEA av Erik Lundblad och hans medhjälpare. De konstgjorda diamanterna kunde framställas med hjälp av högtrycksmaskiner utvecklade på ASEA inspirerade av Baltzar von Platens modell. De så kallade syntetiska diamanterna, som främst används inom industrin, blir ofta inte lika stora som de naturligt bildade och har oftast en gulaktig färg eller skiftar i grönt. Dock har det på senare tid utvecklats metoder för att framställa större färglösa diamanter som endast kan skiljas från naturliga diamanter med hjälp av mycket sofistikerade analystekniker.
Exempel på diamantimitationer:
- Kubisk zirkonia (zirkonia, zirkoniumdioxid)
- Yttriumaluminiumgranat, YAG
- Moissanite, (mossanit, kiselkarbid)

Metoden med kombination av högt tryck och hög temperatur anges ofta med akronymen HPHT. I litteraturen kan man ibland se HTHP för samma sak. HPHT är dock vanligast.
Ett annat sätt att tillverka diamant är genom processen kemisk förångningsdeposition, CVD (Chemical Vapor Deposition). En kolhaltig gas under lågt tryck joniseras elektriskt av högspänning och dras av elektriska krafter mot en diamantskiva, som därvid efter hand blir allt tjockare. Därefter kan plattan slipas till önskad form. 2015 hade med denna metod tillverkats en diamant på hela 3,09 carat (0,618 g). Klassificeringsinstitutet HRD gav den betyget VS2 (se avsnitt Renhet nedan), vilket är nära nog perfekt, men man kunde konstatera att den var syntetisk, vilket sänker det ekonomiska värdet betydligt. Icke desto mindre är den, som vid den tidpunkten var världens största syntetiska diamant, långt ifrån värdelös.

### Laserborrade diamanter
Laserborrade diamanter är vanligt förekommande i bland annat USA, men i Sverige har branschen en helt annan och med betydligt mer restriktiv syn på denna metod att manipulera diamanter. De diamanter som denna metod ofta används på är diamanter med större tydliga inneslutningar där man med hjälp av laserborrning kan borra bort dessa och sedan fylla igen hålrummet med en fyllning som har samma ljusbrytningindex (2,42) som diamanten. Dessa stenar är dock förrädiska då till exempel en ring som hettas upp vid storleksändring kan leda till att stenen spricker. I Sverige förekommer denna försäljning av stenar inte över disk men risk kan dock finnas på andrahandsmarknaden av stenar som importerats från fri import utan ursprung. Det som i USA kallas för "treated diamonds" är vanligt förekommande men accepteras inte i Sverige utan en sådan sten klassificeras inte enligt GIA-regler.

## Användningsområden

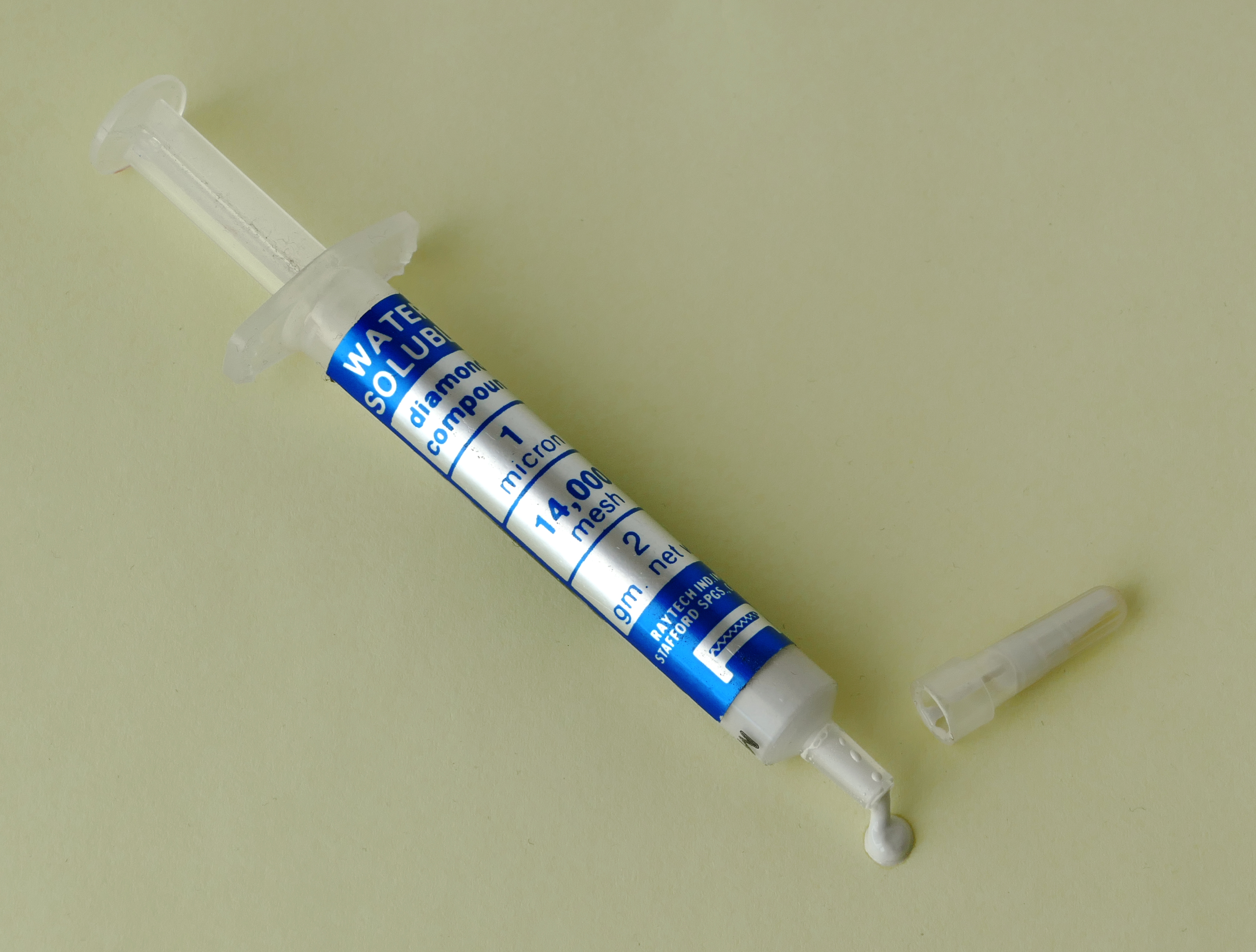
Diamantpulver i pastaform för polering av hårda ytor

Diamanter är mest kända som ädelstenar men används även i skärverktyg för glas och i borrindustrin som borrspetsar.
Ett annat område är slipskivor, som ytterst har försetts med ett band av mässing med ingjutet "diamantgrus". Maskiner med sådana slipskivor används av bl a optiker för kantslipning av ögonglas vid tillpassning i glasögonbågar av varierande form.

## Kvalitetsklassning
Inom diamantbranschen kvalitetsgraderas och värderas diamanter efter fyra olika egenskaper, diamantens 4C:
- Color (färg)
- Clarity (renhet)
- Cut (slipning)
- Carat (vikt)

De mest kända klassningssällskapen är:
- Gemological Institute of America, GIA
- Hoge Raad voor Diamant, HRD
- Confédération Internationale de la Bijouterie, CIBJO
- International Diamond Council, IDC
- Scandinavian Diamond Nomenclature, Scan DN

### Färg
Färgen bör vara helt klar, ofärgad (kallas gemenligen vit), helst med skiftning i blått (blåvit), som är den finaste kvaliteten). Gul- och brunaktiga skiftningar nedsätter värdet. Man brukar gradera färgen i en skala från D till Z. Klasserna A till C användes tidigare till illa definierade system. För att undvika missförstånd omdefinieras inte dessa klasser, utan överges numera helt. I äldre litteratur kan man förstås fortfarande finna dem, men man måste vara på sin vakt vid tolkningen.
Wesselton är en traditionell enhet för kvalitetsindelning av färglösa, helt klara, genomskinliga diamanter. Benämningen kommer av orten Wesselton i Sydafrika, där en diamantgruva finns. Den absolut renaste kvaliteten kallas Top Wesselton,  därnäst Wesselton. Det som kommer sen kallas ej längre färglösa. Nyare graderingar har en finare indelning, som framgår av det följande.
Det finns diamanter som skiftar i olika färger. Färgerna kommer av att spår av vissa grundämnen ingår i diamanten. Helt homogent färgade diamanter är mycket sällsynta i naturen, storleksordningen 1 på 10 000 ofärgade, oavsett storleken. Varje kulör kan knytas till en viss fyndort. Det hänger samman med slag av bergarter på fyndorten.
Det finns tekniska möjligheter att i efterhand bibringa en från början ofärgad diamant en viss ton. När sådant fusk upptäcks blir prisfallet stort. Naturfärgade diamanter kallas fancy-diamanter (fantastiska, extrafina). De är mycket sällsynta, hittas kanske 1 på 10 000 vanliga, ofärgade diamanter. Priset blir också därefter. Om däremot färgade partier finns som inneslutningar (klumpvis) i en i övrigt ofärgad diamant anses det som en defekt. Redan små inneslutningar har stor inverkan på priset.
| Spårämne | Resultat                    |
| -------- | --------------------------- |
| Bor      | Gråblå                      |
| Järn     | Brun, svart                 |
| Kväve    | Gult, brun, rosa            |
| Väte     | Röd, olivgrön, blå, violett |

Man är inte riktigt säker på vad som gör diamanter röda. Det verkar inte bara bero på att något spårämne finns homogent i diamanten, men man lutar mot att det även kan bero på defekter i kristallstrukturen.
Så kallade svarta diamanter, som kallas carbonado, är egentligen inte homogent färgade, utan är i stället fyllda av mängder svarta föroreningar (polykristallina), som ger det hela ett svart utseende.
Gemological Institute of Americas (GIA) färggraderingsskala 
| GIA-kod   | Traditionell beteckning | Traditionell beteckning                                             |
| --------- | ----------------------- | ------------------------------------------------------------------- |
| D-E       | River (R)               | Mycket sällsynt vit. Den högsta färgkvalitet som finns på diamanter |
| F-G       | Top Wesselton (TW)      | Sällsynt vit                                                        |
| H         | Wesselton (W)           | Vit                                                                 |
| I (Com)   | Top Crystal (TCr)       | Mycket lätt tonad vit.                                              |
| J (Com)   | Crystal (Cr)            | Lätt tonad vit                                                      |
| K (Com)-L | Top Cape (TCa)          | Tonad vit                                                           |
| M-N       | Cape (Ca)               | Lätt gulaktig                                                       |
| O-R       | Light Yellow (LY)       | Lätt gult                                                           |
| S-Z       | Yellow (Y)              | Gult                                                                |

Den relativa sällsyntheten av olika naturfärger kan rangordnas i följande serie:
Gul (minst ovanlig), brun, färglös ("vit"), blå, grön, svart, skär, orange, purpur, röd (mest sällsynt)

### Renhet
Sedan en erfaren diamantgraderare analyserat provföremålet med en lupp med 10× förstoring klassas renheten enligt följande.
| Klass | Klass                           | Svenska                                                                           | Kommentar                                       |
| ----- | ------------------------------- | --------------------------------------------------------------------------------- | ----------------------------------------------- |
| LC    | (Loup clean)                    | Luppren                                                                           |                                                 |
| LC    | 2 underklasser:                 |                                                                                   |                                                 |
| LC    | FL (Flawless)                   | Felfri                                                                            |                                                 |
| LC    | IF (Internaly flawless)         | Ingenting inneslutet kan upptäckas                                                | Yttre repor kan finnas                          |
| VVS   | (Very, very small inclusions)   | Ytterst små inneslutningar                                                        | Nästan omöjligt att upptäcka med 10× förstoring |
| VVS   | 2 underklasser:                 |                                                                                   |                                                 |
| VVS   | VVS1                            |                                                                                   | Förenklat skrivsätt VVS1                        |
| VVS   | VVS2 (ej fullt så bra som VVS1) |                                                                                   | VVS2                                            |
| VS    | (Very small inclusions)         | Mycket små inneslutningar                                                         | Även en van bedömare har svårt upptäcka brister |
| VS    | 2 underklasser:                 |                                                                                   |                                                 |
| VS    | VS1                             |                                                                                   | VS1                                             |
| VS    | VS2                             |                                                                                   | VS2                                             |
| SI    | (Small inclusions)              | Åtskilliga små inneslutningar                                                     | Lättupptäckt                                    |
| SI    | 2 underklasser:                 |                                                                                   |                                                 |
| SI    | SI1                             |                                                                                   | SI1                                             |
| SI    | SI2                             |                                                                                   | SI2                                             |
| I     | (Imperfect)                     | Sekunda                                                                           |                                                 |
| I     | 3 underklasser:                 |                                                                                   |                                                 |
| I     | I1                              | Inneslutningar syns tydligt, men ljusbrytningen påverkas ej                       | I1                                              |
| I     | I2                              | Inneslutningar syns tydligt redan utan lupp, ljusbrytningen påverkas en aning     | I2                                              |
| I     | I3                              | Flera stora, eller många små inneslut- ningar, ljusbrytningen påtagligt försämrad | I3                                              |

Utan lupp kan allt mellan VS1 och SI2 synas ungefär lika. I-klasserna kallas ibland piqué (stött):, P1, P2, P3. Indelning i underklasser tillämpas för provföremål större än 0,5 carat.
Som orenheter eller felaktigheter avser man inneslutningar, sprickor, blåsor med mera som kan minska värdet högst betydligt. Även helt små klasskillnader mellan två jämförbara diamanter kan ge stora utslag på priset.

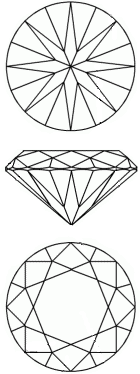
Fullslipad briljant

### Slipning
Slipning av diamanten gör man för att fånga och reflektera ljuset på ett tilltalande sätt och ge ädelstenen dess glittrande utseende. En fasettslipad diamant kallas briljant.
Det är mycket viktigt att få rätt proportioner vid briljantslipning. När diamanten har rätt vinkel vid briljantslipning reflekteras ljuset ut igen via taffeln (bordsfasetten som är den plana översidan). Om man slipar stenen för djup eller för platt återreflekteras inte det infallande ljuset utan läcker ut via underdelen av stenen. 
De viktigaste slipformerna är:

Ring med droppformig rosensten i klofattning, cirka 1700.

- Fullslipad briljant, med taffel, 33 fasetter på översidan och 24 på undersidan.
- 8-kantslipad briljant, med taffel, 8 fasetter på översidan och 8 på undersidan.
- Rosensten med fasetter över hela översidan (vanligen 24 stycken) och plan undersida.
- Carré- och baguettslipning, d.v.s. kvadratiska eller rektangulära briljanter med långsmala fasetter längs kanterna; även med brutna hörn (smaragdslipning).

I USA, Ryssland och övriga Europa har dessa områden sina traditionella proportioner på briljanter. Israel-briljanter kan dock ha något avvikande proportioner.
Kvaliteten på slipningen ges betyg enligt följande 5 klasser:
Om en enstaka skada ligger nära en kant på en briljant, kan den ibland döljas under en fattningsklo i ett smycke.

### Vikt
Vikten på en diamant nämns i carat. 1 carat är 200 milligram; den kan delas i 100 point. 1 point är alltså = 2 mg.

## Historia
Diamanter utvanns såvitt är känt för första gången i Indien för över 4 000 år sedan. Det var dock först 1456, när Louis de Berqueur upptäckte hur diamanter kunde slipas, som intresset vaknade för denna sten. Fram till 1700-talet var det i princip bara i Indien diamanter utvanns, närmare bestämt i gruvorna i Golconda. 1726 gjordes sedan fynd av diamanter i Brasilien.

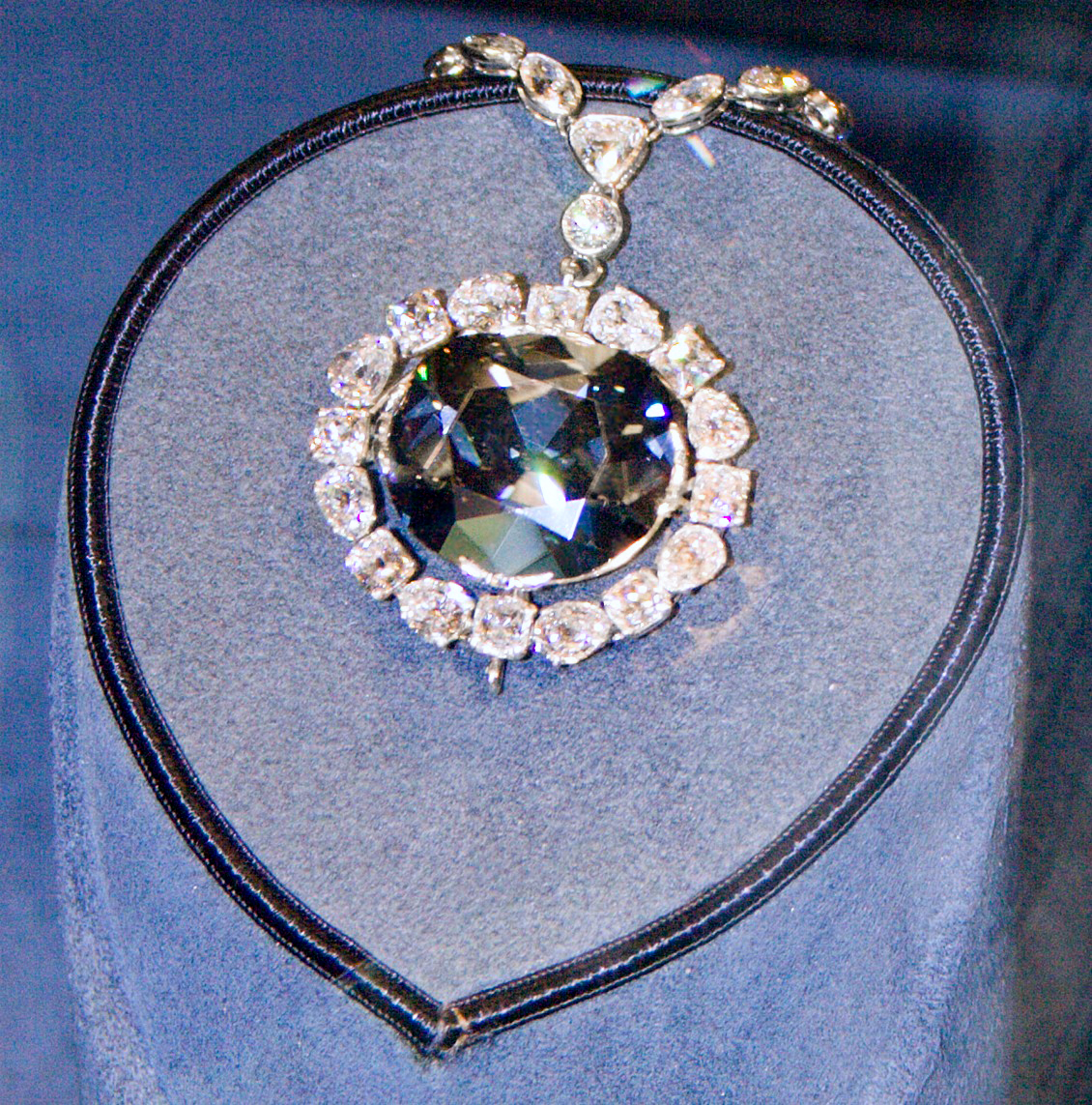
Hope-diamanten

Den moderna diamantindustrin och diamantslipningsindustrin föddes genom fynden av diamanter i Hopetown, söder om Kimberley i Sydafrika 1867. Ett av företagen från diamantruschen i Sydafrika, De Beers, är idag det dominerande företaget på marknaden, med en ställning så stark att man på egen hand kan påverka priset på rådiamanter, vilket har skett genom Londonsyndikatet eller senare Central Selling Organisation (CSO).
Större omfattning har bearbetningsindustrin/diamantslipningsindustrin bland annat i Nederländerna, USA, Israel och Indien.
Två tredjedelar av alla diamanter i världen kommer från gruvor i Afrika, oftast från Angola, Botswana, Centralafrikanska republiken, Kongo-Kinshasa, Namibia,  Sierra Leone och Sydafrika. På senare tid har diamanter av god kvalitet hittats i Kanada, Ryssland Sibirien och även i Australien Argyle (1970) finns det diamanter. Man har även hittat diamanter i små mängder i Sverige, till exempel på Alnön och i Lappland.

## Beryktade diamanter
- Cullinandiamanten
- Hope
- Koh-i-noor

## Priser
I november 2013 såldes diamanten Pink Star för 83,2 miljoner dollar, över 540 miljoner kronor, på en auktion i Genève. Det gör den till världens hittills dyraste diamant. Det tidigare rekordet innehades av en annan rosa diamant som såldes för 320 miljoner kronor 2010.

## Bilder

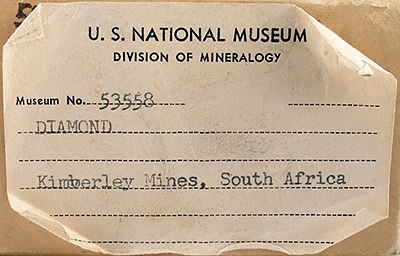
Original-etiketten

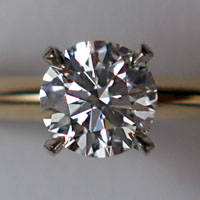
Diamantring
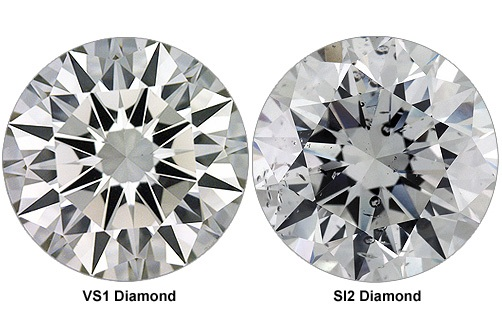
Till vänster renhet VS1, till höger SI2
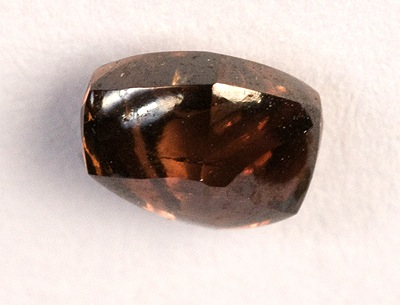
2,80 carat, 4×4×4 mm a)
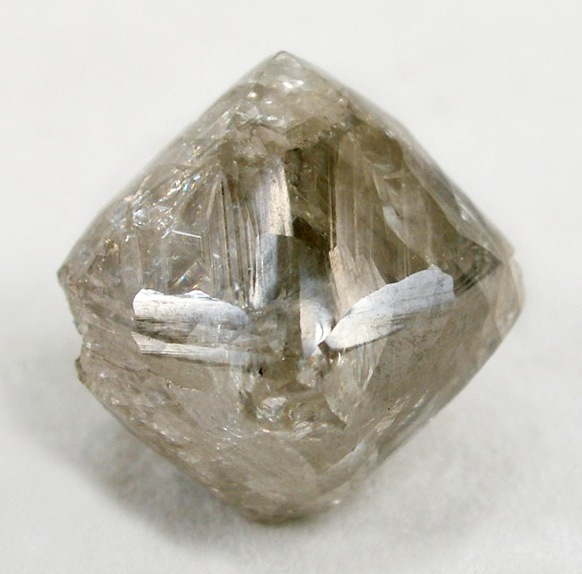
18,7 carat, 16×15×15 mm b)
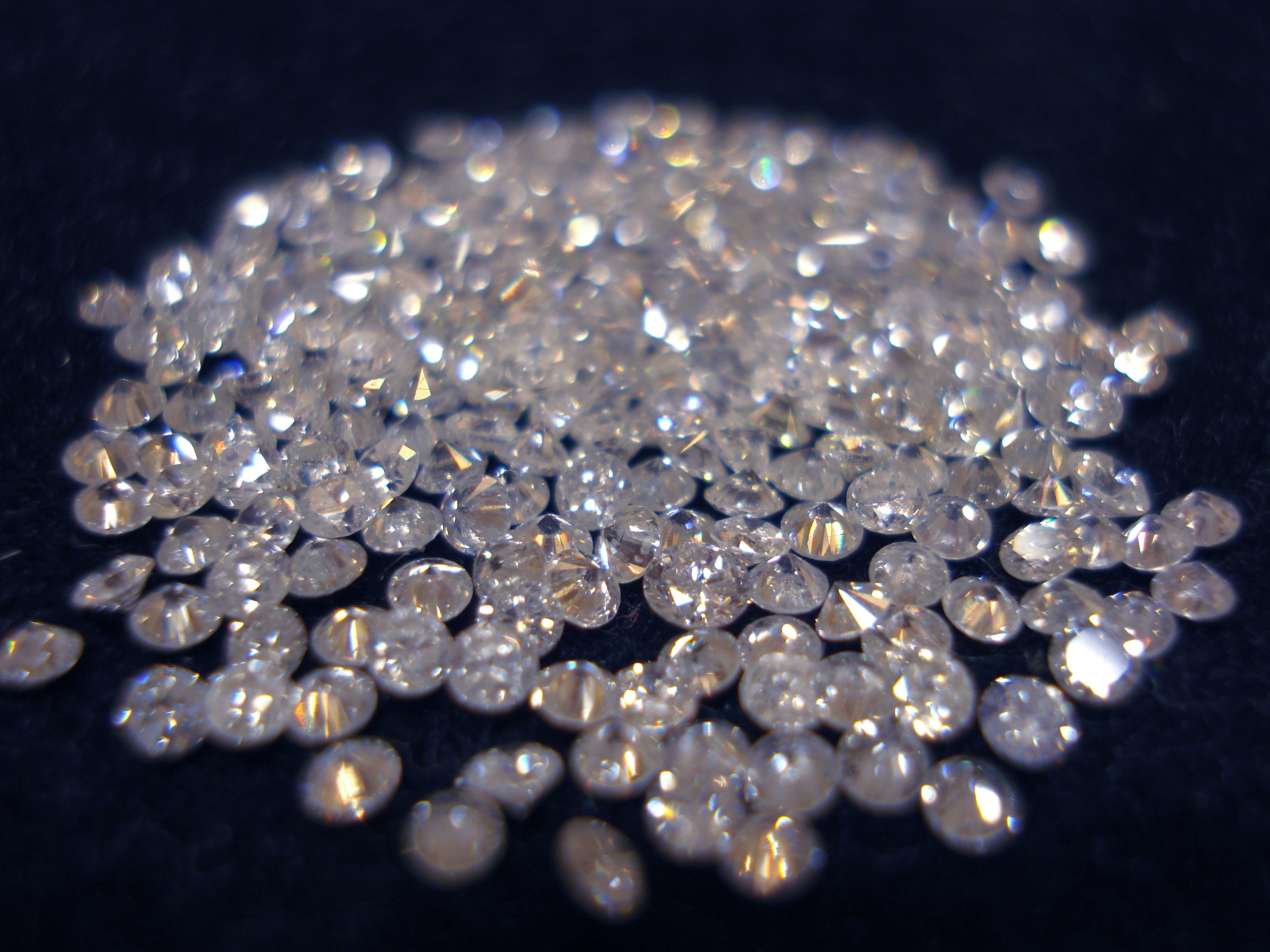
Små diamanter 2, 3 och 4 point Tillsammans 5,36 carat, värt cirka 50 000 kr (2016)
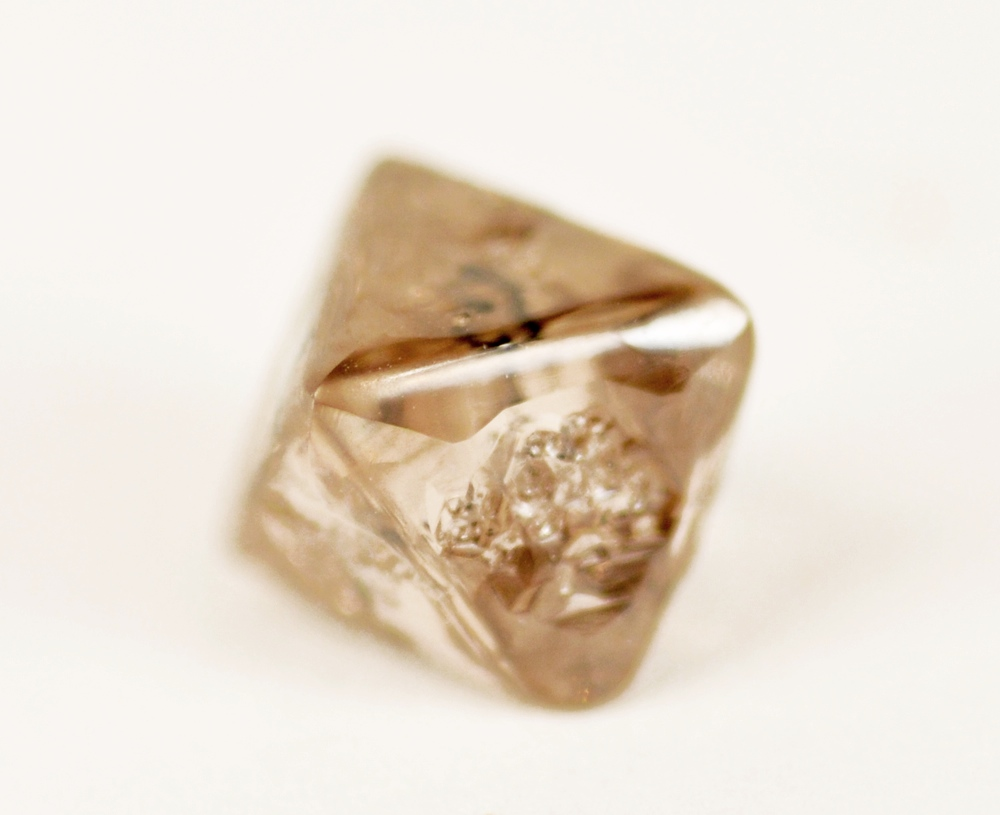
3 carat, 9×8×8 mm
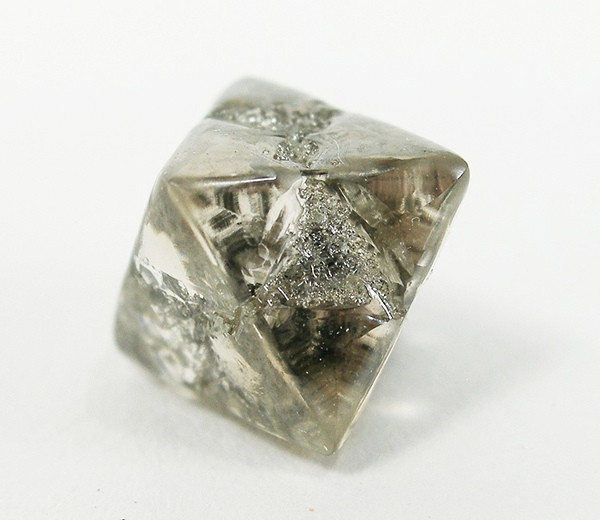
4,27 carat, 9×9×8 mm
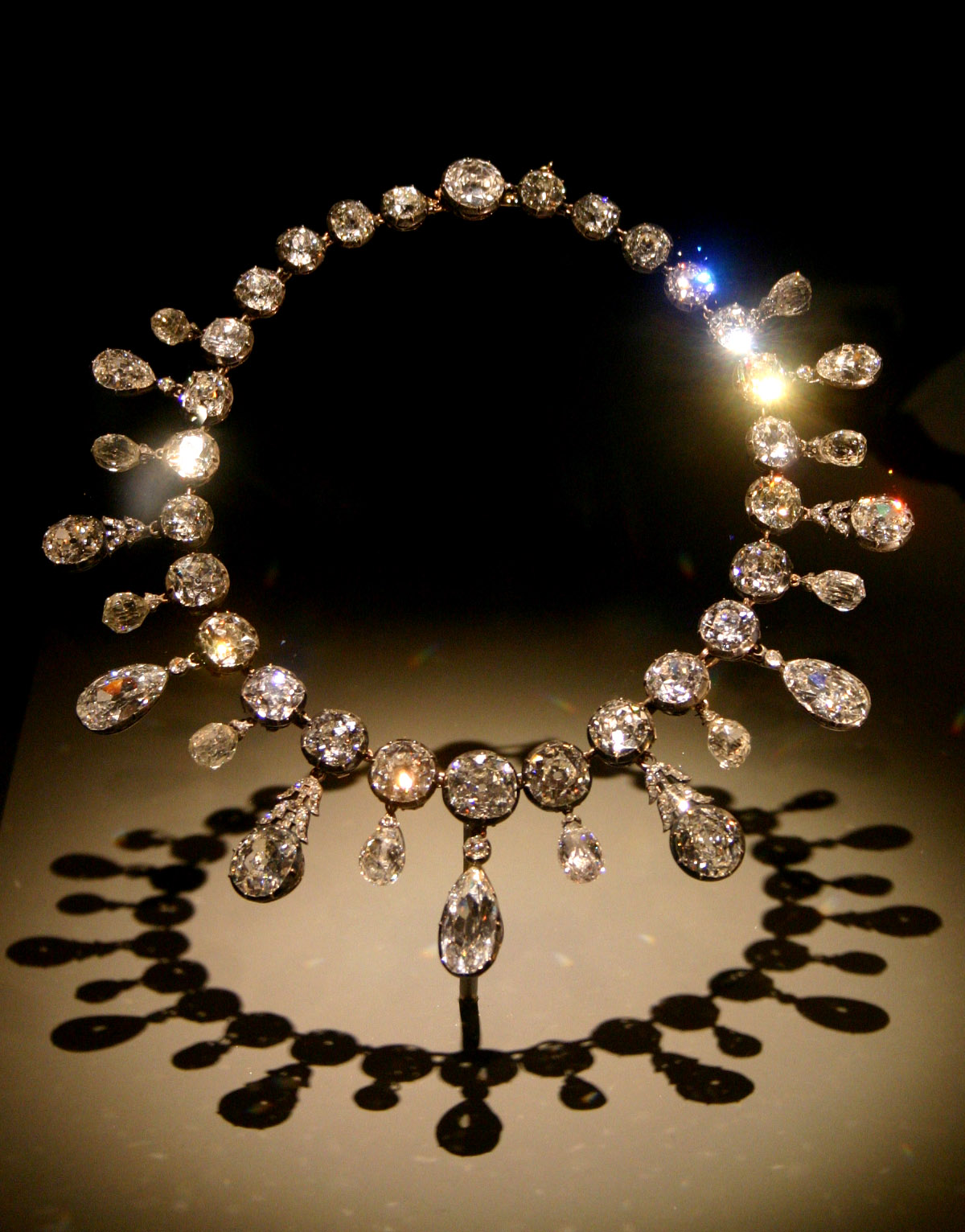
Sammanlagt 275 carat c)
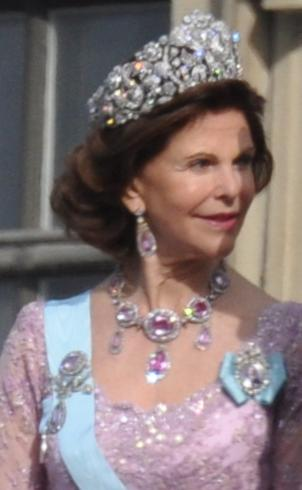
Diamantsmycken d)
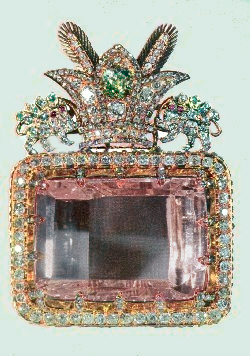
Darya-e-Noor, Ljusets flod, ljusflödet k)
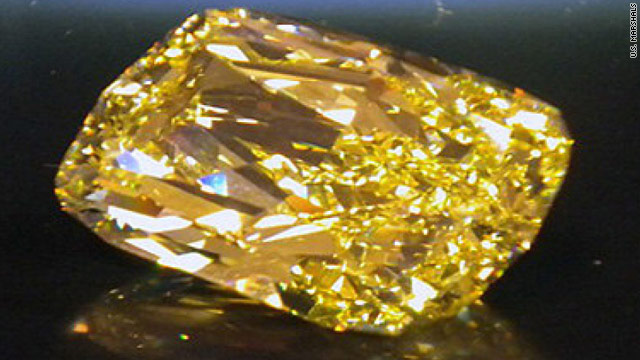
Gyllene ögat, 43 carat e)
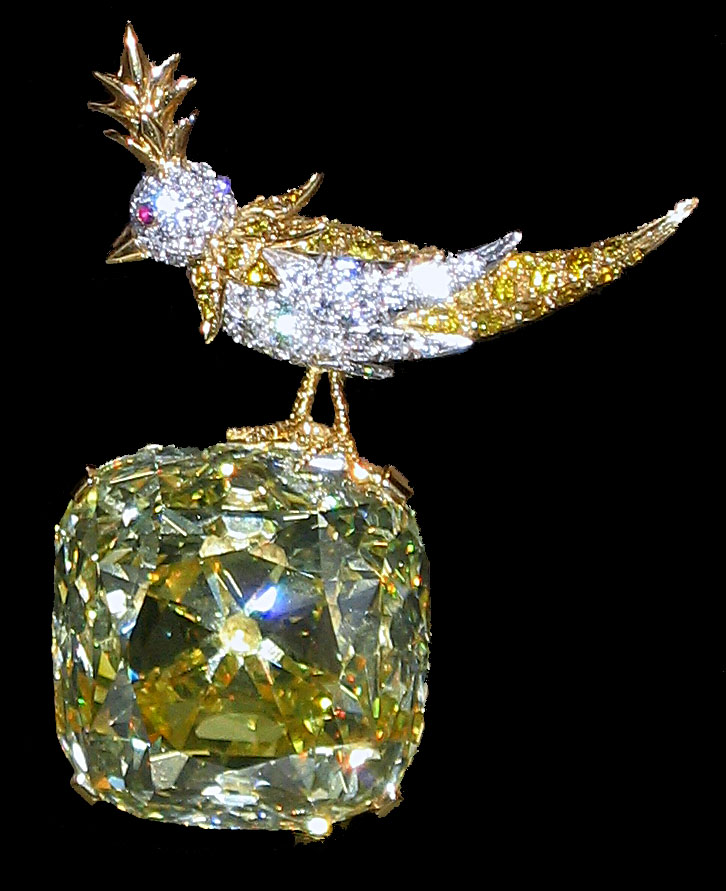
Tiffany, 128,54 carat f)
Replik av Nassak g)
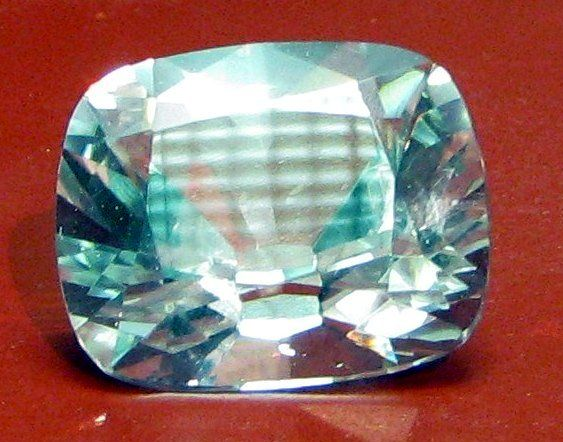
Replik av Söderns stjärna h)
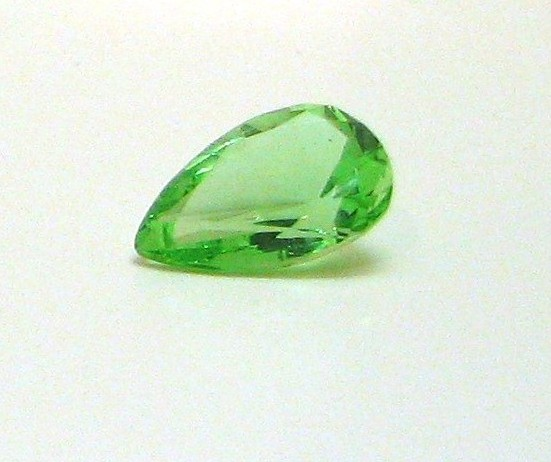
Replik av Gröna Dresden h)
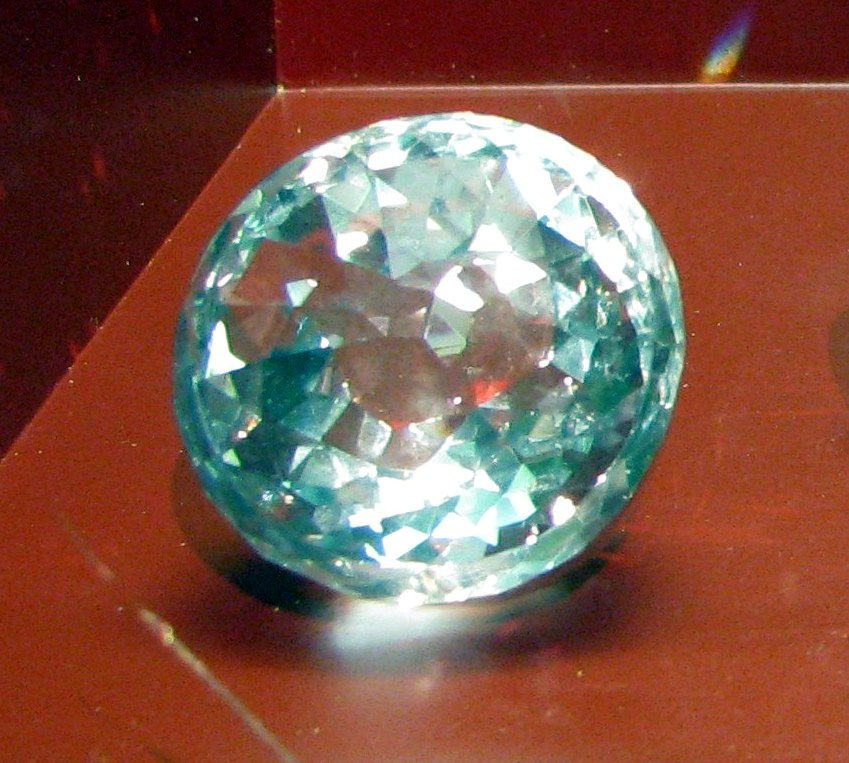
Replik av Mogul den store h)
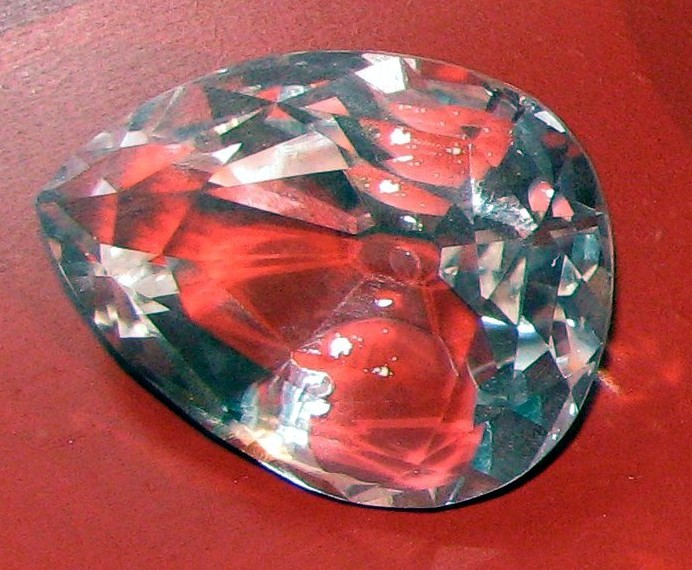
Replik av Afrikas stora stjärna, 108,93 carat i)
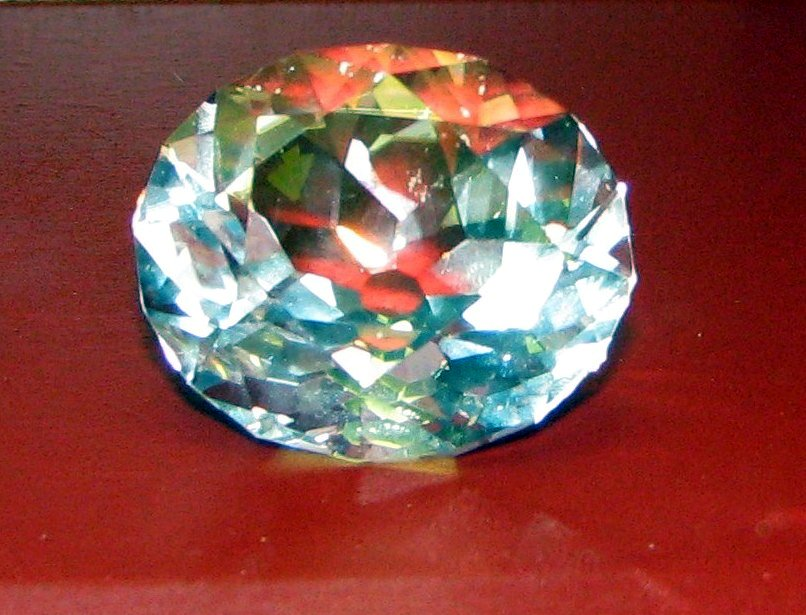
Replik av Koh-e-Noor, 108,93 carat h)
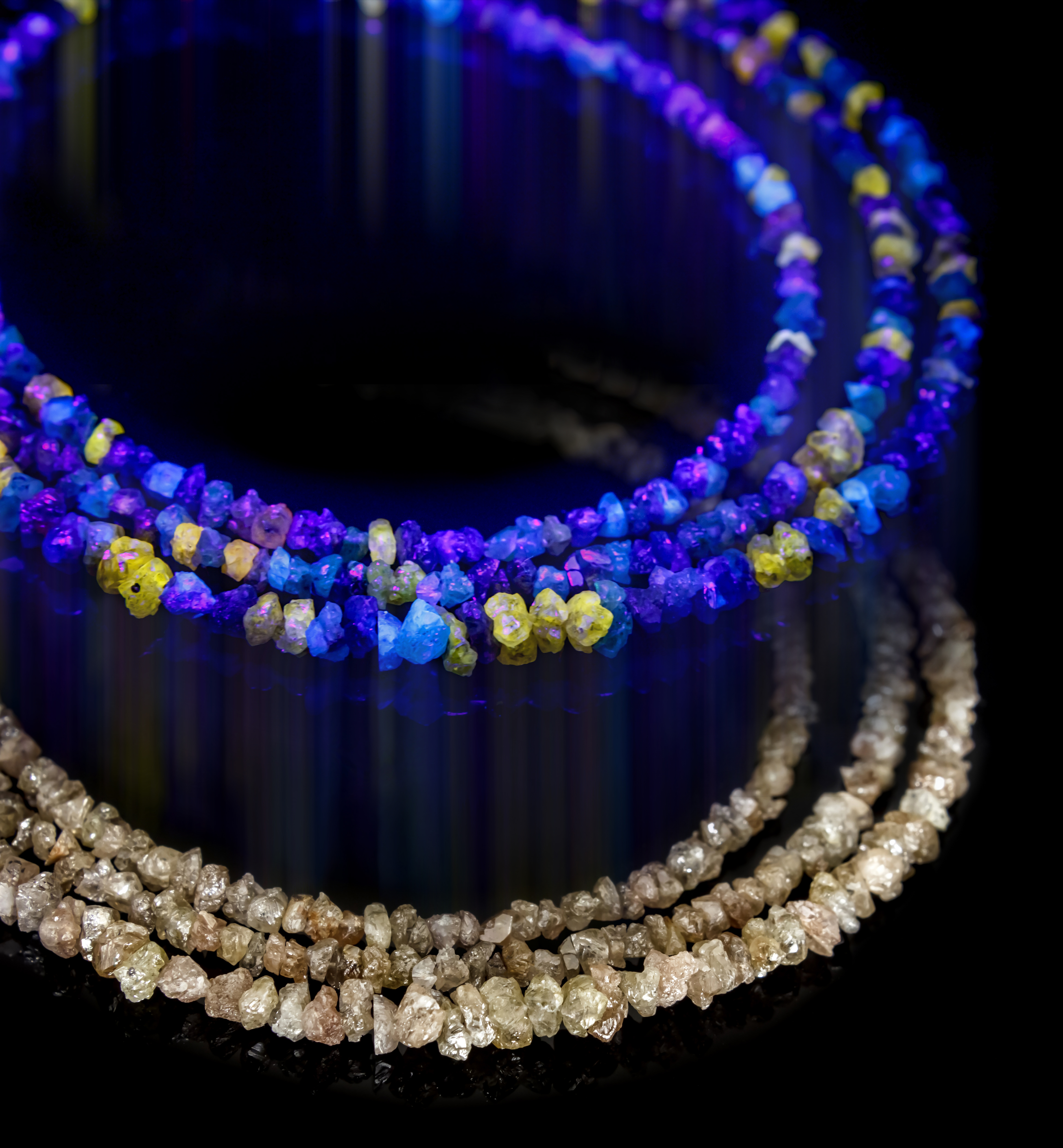
Diamanter uppvisar helt andra färger när de blir belysta av ultraviolett ljus

–––––––––––––––

a) 5 sammanväxta diamantkristaller från Kongo-Kinshasa. Två är matta kuber, som tränger in i varandra i två gula nyanser; den stora kristallen som skimrar i gult är en kubisk oktaheder, och de sista två glänsande nejlikbruna ser ut som stympade oktaedrar.
 b)  Proveniens. Denna sten är en av de få som man har kunnat datera och spåra till fyndorten, Kimberleygruvan. Nästan helt säkert är den från tidigt 1800-tal, eller där omkring. Den tillfördes Smithsonian-samlingen före första världskriget och såldes till Walt Lidstrom på 1960-talet. Stenen stannade i familjens samling av s.k. tumnagel- och tånageldiamanter — liknelsen syftar på storleken — ända till långt efter Lidstroms död. Den såldes senare till Bill Pinch, som insåg dess vetenskapliga och historiska värde, när han tillägnade den sig, ty stenen var försedd med originaletikett jämte dokumentation, som visade att den kom just från själva Kimberley-gruvan och inte från någon av Kimberley-bolagets många andra, senare tillkomna gruvor.
c) Napoleon I gav detta diamanthalsband till kejsarinnan Marie Louise för att fira födelsen av den son, som sedermera blev "kungen av Rom'"
d) Drottning Silvia vid bröllopet mellan Kronprinsessan Victoria och Daniel Wrestling 2010. Många diamanter och andra ädla stenar i de svenska kronjuvelerna. Över höger axel (heraldiskt sinister) det ljusblå Serafimerordensbandet.
e) I USA tagen i beslag från en penningbedragare. Förverkad till staten och såld på exekutiv auktion 2007 med utropspriset USD 900 000
f) Från Kimberley-gruvan 1878. Ursprungligen 287,42 carat, nerslipad till 128,54 carat med 82 fasetter
g) Finns i Museum Reich der Kristalle i München. Originalet har dock fler fasetter, och färgen är inte lika intensivt blå, som i kopian
h) Finns i Museum Reich der Kristalle i München
j) Från den styckade Cullinandiamanten, som från början var 530,2 carat. Kopian finns i Museum Reich der Kristalle i München. Originalet ingår bland de brittiska kronjuvelerna.
k)Tillhör de iranska riksregalierna. Förvaras i Teheran